# Пиз (лунный кратер)
Кратер Пиз (лат. Pease) — крупный ударный кратер в экваториальной области обратной стороны Луны. Название присвоено в честь американского астронома Фрэнсиса Глэдхейма Пиза (1881—1938) и утверждено Международным астрономическим союзом в 1970 г. Образование кратера относится к позднеимбрийскому периоду.

## Описание кратера

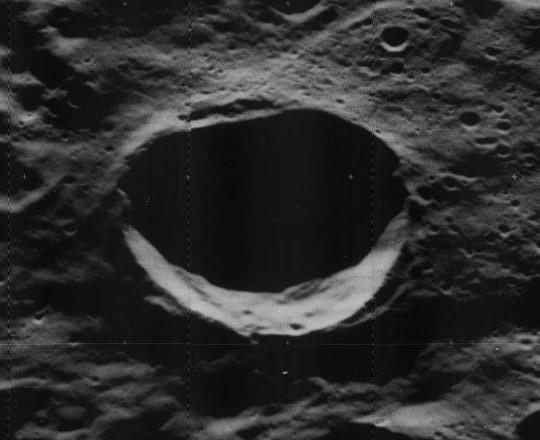
Снимок зонда Lunar Orbiter - V.

Ближайшими соседями кратера являются кратер Бутлеров на западе; кратер Олтер на западе-северо-западе; кратер Нобель на востоке-северо-востоке и кратер Элви на востоке-юго-востоке. Селенографические координаты центра кратера 12°31′ с. ш. 106°18′ з. д. / 12,51° с. ш. 106,3° з. д., диаметр 40,8 км, глубина 2,2 км.
Кратер Пиз расположен в толще пород выброшенных при образовании Моря Восточного, имеет полигональную форму и умеренно разрушен. Вал с четко очерченной острой кромкой, западная часть спрямлена, северная часть с седловатым понижением. Внутренний склон вала неравномерный по ширине, со следами террасовидной структуры в восточной части, у подножия склона находятся осыпи пород. Высота вала над окружающей местностью достигает 1010 м, объем кратера составляет приблизительно 1100 км³. Дно чаши пересеченное, в центре чаши расположен массив пиков от которого в западном направлении отходит широкий хребет.

## Сателлитные кратеры
Отсутствуют.